# 루체네츠구

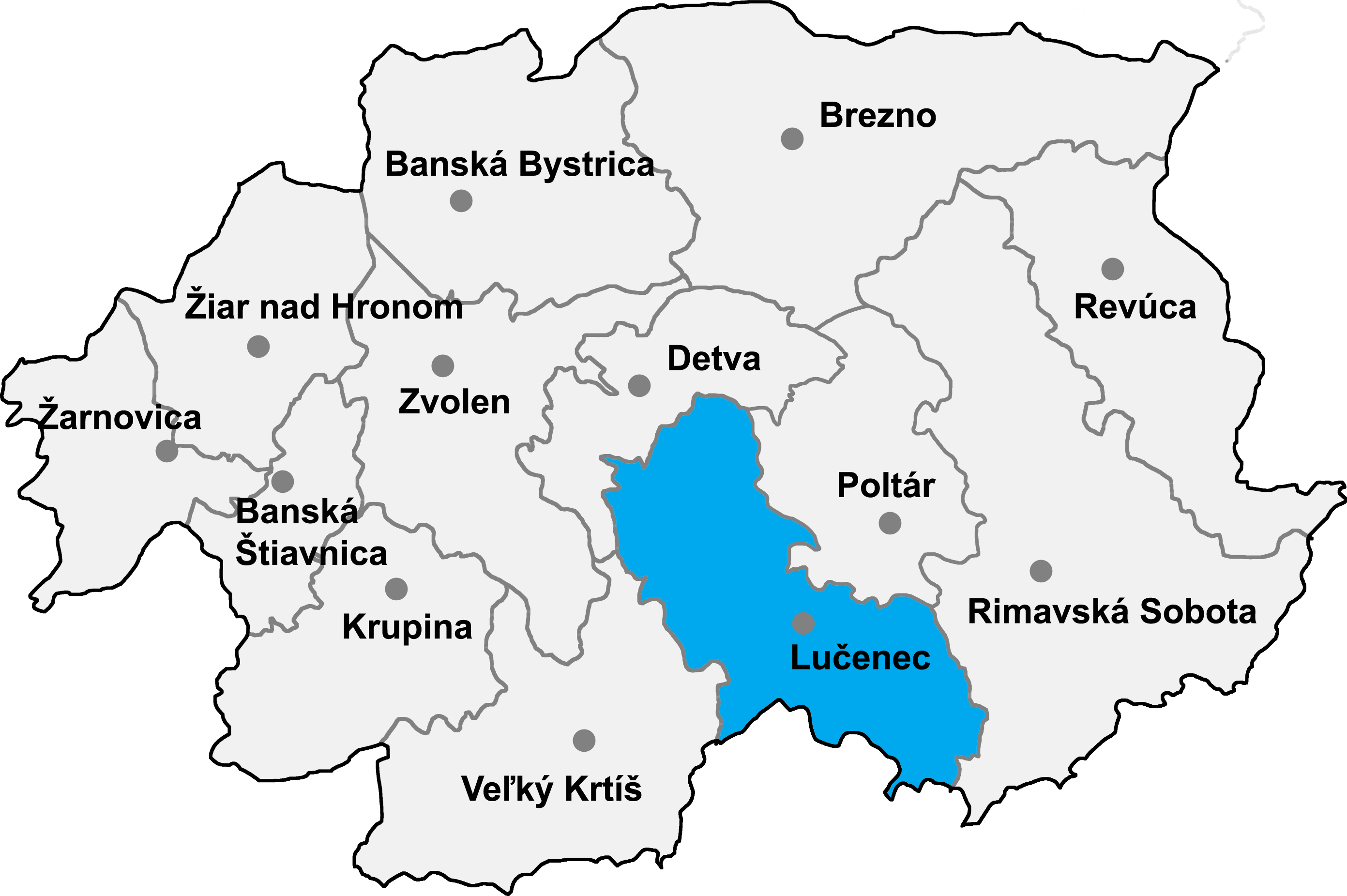
루체네츠구의 위치

루체네츠구(슬로바키아어: Okres Lučenec)는 슬로바키아 반스카비스트리차주를 구성하는 13개 구 가운데 하나로 행정 중심지는 루체네츠이며 면적은 825.59km2, 인구는 74,401명(2014년 기준), 인구 밀도는 90.12명/km2이다.
반스카비스트리차주 남부에 위치하며 57개 지방 자치체(2개 시, 55개 마을)를 관할한다. 서쪽으로는 벨키크르티시구, 북쪽으로는 데트바구, 북동쪽으로는 폴타르구, 동쪽으로는 리마우스카소보타구와 접하며 남쪽으로는 헝가리와 국경을 접한다.